# Nagy kosárkagyló
A nagy kosárkagyló (Corbicula fluminea) kis termetű édesvízi kagylófaj. Eredetileg Kelet-Ázsiában volt honos, de agresszívan terjeszkedő invazív fajként az egész világon elterjedt és jelentős károkat okoz a vízszabályozási és vízvezetékrendszerekben, valamint az atomerőművekben.

## Megjelenése
A nagy kosárkagyló teknőjének hossza és szélessége kb. egyforma és ritkán haladja meg a 26–28 mm-t. Színe változatos, a világosbarnától a sötétbarnáig terjed; sokszor zöldes árnyalatú. A teknő belseje fehér, néha kissé halványkékes. Külső felszínén koncentrikus növekedési vonalak figyelhetők meg. Kínában egészen szalmasárga és lila belsejű, sötétbarna színváltozatokat is megfigyeltek, ezek kromoszómakészlete triploidnak, illetve tetraploidnak bizonyultak.
Nagyon hasonlít hozzá a szintén ázsiai folyami kosárkagyló (Corbicula fluminalis). A nagy kosárkagylón a rovátkázás ritkább (7-14 borda/cm) és oldalról laposabb, nyújtottabb, vízcsepp alakú. A folyami kosárkagyló héja sűrűn (13-28/cm) rovátkolt, oldalnézetben pedig domborúbb, szív formájú.  

## Elterjedése
Eredetileg Kelet- és Délkelet-Ázsiában élt, (Oroszország távol-keleti régiójában, Koreában, Japánban, Tajvanon, Kínában, Thaiföldön, a Fülöp-szigeteken). A 20. században azonban az ember közvetítésével szinte az egész világon elterjedt. Terjedésének egyik feltételezett módja az osztrigaimport. Az Egyesült Államokban először 1938-ban észlelték, azóta mindenütt elterjedt, főleg az ország keleti és délkeleti részén. Magyarországon először 1999 júliusában vették észre a Duna bajai szakaszán.  

## Életmódja
A többi kagylóhoz hasonlóan az aljzaton vagy abba félig belesüllyedve él és a vizet szűri állati és növényi planktonból álló táplálékáért. Hermafroditák és előfordulhat önmegtermékenyítés is, különösen a sokszoros kromoszómaszámú (tri- vagy tetraploid) egyedeknél. Rendkívül gyorsan tud szaporodni (egy példány évente 70 ezer petét is rakhat), viszont a hideg időjárást kevéssé tűri, ezért melegebb években nagy tömegben jelenhet meg, de hűvösebb időszakban létszáma drasztikusan visszaeshet. Élettartama 1-7 év.
Kínában fogyasztják és háziállatok takarmányozására használják, héjából mész égethető és a hagyományos kínai orvoslásban alkalmazzák.

## Kártétele
Kedvező életkörülmények esetén nagy tömegben elszaporodhat (akár több ezer példány is lehet négyzetméterenként) és zavarhatja a vízszabályozási technikai eszközök (pl. zsilipek), vízvezetékrendszerek vagy az atom- és vízerőművek működését és eltömítheti a csöveket. A mérsékelt és attól hűvösebb égövön előszeretettel telepedik meg az atomerőművek hűtőrendszerének kiömlőnyílásainál a meleg vízben. Megfigyelték, hogy ahol kavics- és homokkitermelés folyik a vizekből, a jelentős kagylótartalom gyengítette a belőle készült beton szilárdságát. A gyorsan szaporodó kosárkagyló kiszoríthatja az őshonos fajokat is. Az Egyesült Államokban a kosárkagyló kártételének helyreállítási költségét évi egymilliárd dollárra becsülik és több alkalommal előfordult, hogy atomerőműveket kellett ideiglenesen leállítani, amíg a kagylókat eltávolították a csőrendszerekből.  